# Restoration (Amazing Blondel)
Restoration è un album degli Amazing Blondel, pubblicato dalla HTD Records nel 1997.

## Tracce
Brani composti da John Gladwin, tranne dove indicato
1. Benedictus es domine – 5:48
2. Praeludium in D – 2:34
3. Highwayman – 3:01
4. Fugue – 2:23
5. Cawdor and Widdershins – 6:14
6. Aubaird – 3:29 (Edward Baird)
7. Love Lies Bleeding – 4:50
8. Edagio – 2:29 (Edward Baird)
9. Sir John in Love Again – 4:09
10. Interlude – 2:11
11. Road to Sedgemoor – 3:28 (Terry Wincott)
12. Cawdor Revisited – 2:21

## Musicisti
- John David Gladwin - chitarre, voce
- Terence Alan Wincott - flauto, recorders, woodwind, clavicembalo, organo, voce, percussioni
- Edward Baird - chitarra classica, dulcimer, mandolino, chitarra a dodici corde

Ospiti
- Ewan Davis - batteria, percussioni
- Joan Crowther - voce mezzo soprano (solo nel brano: Road to Sedgemoor)[3]